# Casa Empis
Casa Empis ou Palacete Empis foi um edifício localizado na Avenida Duque de Loulé, n.º 77, em Lisboa, Portugal, vencedor do Prémio Valmor de 1907.
Foi mandada construir pelo empresário Ernest Empis, com projecto do arquitecto António Couto de Abreu.
Edificado em estilo Francisco I e inspirado na Renascença Francesa, lembrava o castelo de Blois e a casa de Diana de Poitiers.
Foi o primeiro edifício detentor do Prémio Valmor a ser demolido, em 1954, estando o seu lugar actualmente ocupando por um edifício de sete andares.